# حفرة بين لقمتي الفخذ
الحفرة بين لقمتي الفخذ (بالإنجليزية: Intercondylar fossa of femur)‏هو ثلم بين السطحين الخلفيين للقيمة الفخذ الإنسية ولقيمة الفخذ الوحشية ، اللذان هما نتوءان في الطرف الأسفل من عظم الفخذ ويتصلان بالركبة. اللقيمتان أقل وضوحا من الأمام وتنفصلان بواسطة انخفاض خفيف يدعى بالسطح الرضفي لأنه يتمفصل مع السطح الخلفي للرضفة.

## تسميات أخرى
من التسميات الأخرى للحفرة بين لقمتي الفخذ والسطح الرضفي: التلم الرضفي والشق الرضفي والشق الرضفي الفخذي والشق الفخذي والتلم الفخذي والشق البكري لعظم الفخذ والتلم البكري لعظم الفخذ والسطح البكري لعظم الفخذ وبكرة عظم الفخذ.

## خط بلومنسات
في التصوير الشعاعي، تظهر الحفرة على شكل خط يدعى: خط بلومنسات.

## صور إضافية

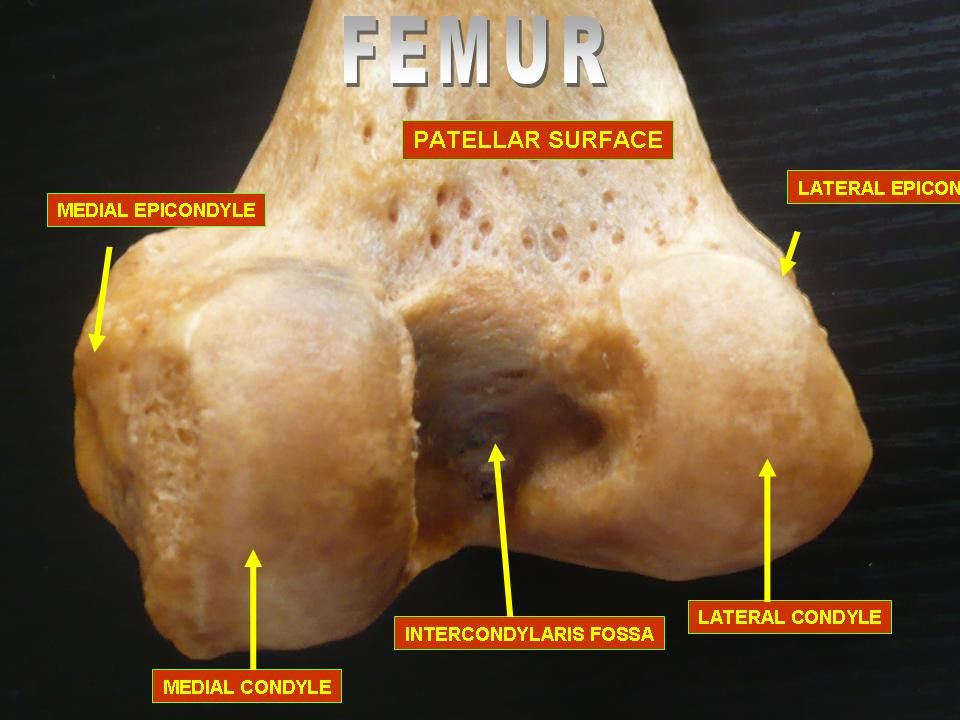
الجزء السفلي من عظم الفخذ. الحفرة بين لقمتي الفخذ واضحة.
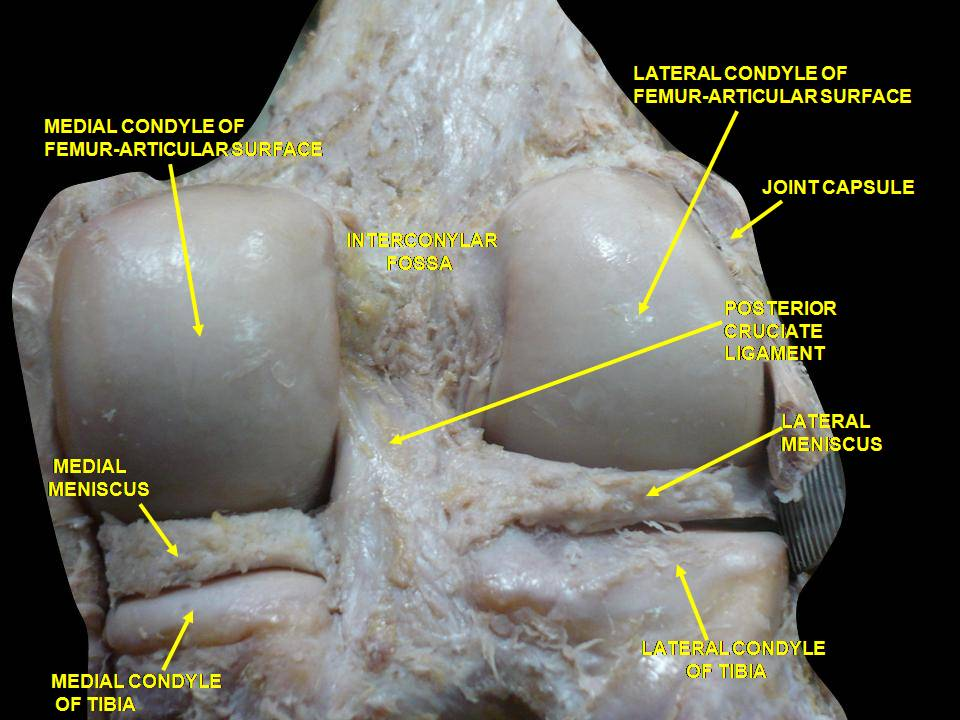
منظر خلفي لتشريح الركبة اليمنى.
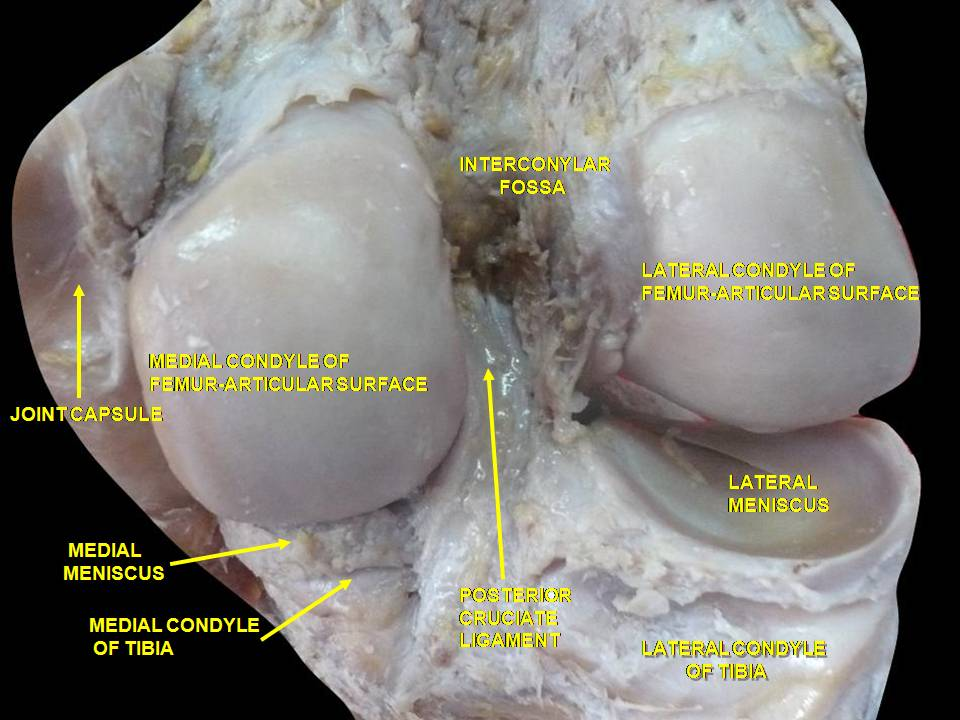
منظر خلفي لتشريح الركبة اليمنى.
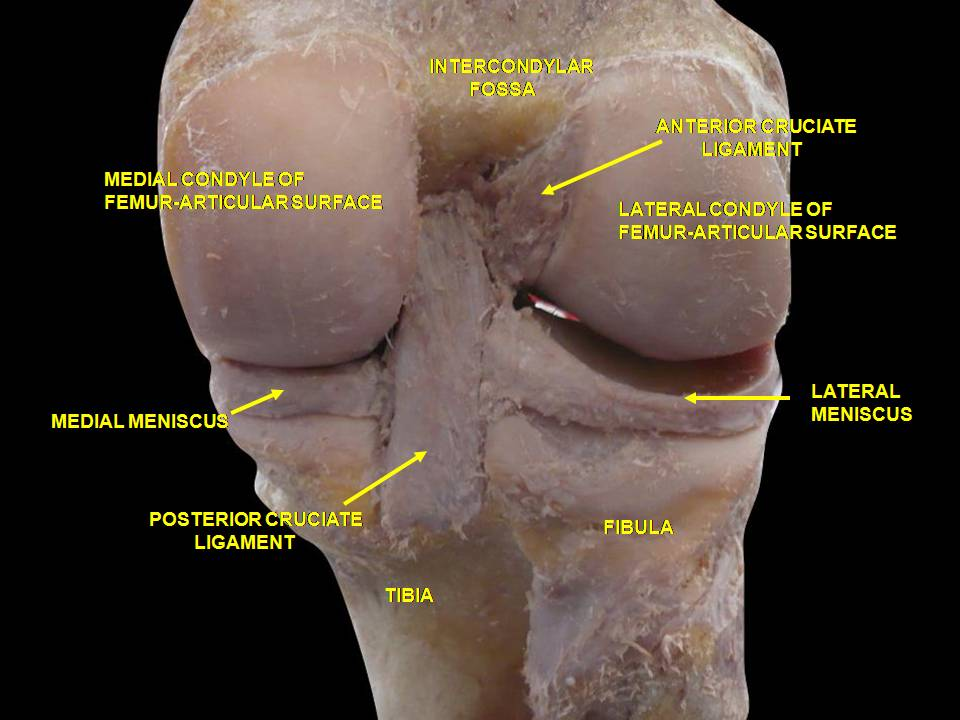
تشريح مفصل الركبة.